# 京都ライトハウス
社会福祉法人京都ライトハウス（しゃかいふくしほうじん きょうとらいとはうす）は、視覚障害者が自立した生活を営めるよう取り組む総合福祉施設である。創立者・初代館長は鳥居篤治郎。

## 沿革
- 1951年（昭和26年）盲人協会（現在の視覚障害者協会）が「愛の鉛筆運動」を行い資金集めを始める
- 1961年（昭和36年）「京都に盲学生のための図書館を」という視覚障害者の願いを受け、鳥居篤治郎が土地を提供し創立
- 1968年（昭和43年）現在地（京都市北区紫野）に移転
- 2004年（平成16年）改装
- 2011年（平成23年）創立50周年

## 事業所
- 社会福祉法人 京都ライトハウス（代表）
- 法人事務所

総合窓口。
- 情報ステーション

京都ライトハウス創立の契機となった場所。
- 視覚支援　あいあい教室

視覚の発達に不安を感じていたり、視覚に障害がある子どもと保護者のための早期療育訓練の場所。
- 就労移行支援・就労継続支援（B型）事務所　FSトモニー

18歳以上の視覚などの障害者の就労移行、就労継続を支援する場所。
- 生活介護事務所　らくらく

18歳以上で在宅の視覚障害者を中心としたデイサービス。
- 相談支援室
- 京都市北部障碍者地域生活応援センター　ほくほく

京都府全域の視覚障害に対する相談と京都市北区、左京区の身体・知的・精神障害に関しての相談窓口として相談を受け付けている。
- 盲人養護老人ホーム　船岡寮

京都府内で唯一の視覚障害者のための養護老人ホーム。
- 障害者支援施設　鳥居寮

視覚障害者を対象とした自立訓練のための施設。

## その他施設
- ヘルパーステーション「ふなおか」
- 眼科相談　ロービジョン相談
目に不安を感じている方に眼科医がアドバイスをする。毎週水曜日開設。
- 情報製作センター
点字の図書・教科書・印刷物の製作を行っている。
- 用具・器具　販売展示コーナー
視覚障害者の補装具や白杖、点字版などのグッズ販売を行っている。
- ふれあいカフェ　きらきら
飲み物と軽食がとれるくつろぎとコミュニケーションの場。